# Trogloctenus briali
Trogloctenus briali är en spindelart som beskrevs av Ledoux 2004. Trogloctenus briali ingår i släktet Trogloctenus och familjen Ctenidae.
Artens utbredningsområde är Réunion. Inga underarter finns listade i Catalogue of Life.